# Jaleel Roberts
Jaleel Roberts (Evans, Georgia, 14 de octubre de 1992) es un exbaloncestista estadounidense. Con 2,13 metros de estatura, jugaba en la posición de pívot. 

## Trayectoria deportiva

### Universidad
Jugó cuatro temporadas con los UNC Asheville de la Universidad de Carolina del Norte en Asheville, en las que promedió 4,1 puntos, 3,2 rebotes y 1,4 tapones por partido.

### Profesional
Tras no ser elegido en el Draft de la NBA de 2016, fue seleccionado por los Washington Wizards para disputar las ligas de verano. El 25 de septiembre firmó con los Wizards para disputar la pretemporada, pero el 24 de octubre fue despedido tras disputar tres partidos de preparación.
El 7 de marzo de 2016 fichó por los Brisbane Spartans de la SEABL, una liga de baloncesto del sudeste de Australia. Dejó el equipo en el mes de junio para volver a incorporarse a los Wizards en las ligas de verano. En los trece partidos que disputó en la liga australiana promedió 8,5 puntos y 6,0 rebotes.
El 23 de septiembre firmó con los Milwaukee Bucks para disputar la pretemporada. Pero el 22 de octubre fue despedido tras disputar cinco partidos de pretemporada.